# بيل أشتون
بيل أشتون (بالإنجليزية: Bill Ashton)‏ هو عازف جاز بريطاني، ولد في 6 ديسمبر 1936.

## وصلات خارجية
- بيل أشتون على موقع IMDb (الإنجليزية)
- بيل أشتون على موقع ميوزك برينز (الإنجليزية)
- بيل أشتون على موقع أول ميوزيك (الإنجليزية)
- بيل أشتون على موقع ديسكوغز (الإنجليزية)